# Cantharellus cibarius
Il Cantharellus cibarius (volgarmente gallinaccio, galluccio, gallastruzzo, gaetello, gaitello, 
giallino, galletto, fìnferlo, margherita, gallinella, garitola, cardarella) è uno dei funghi più conosciuti e apprezzati. Viene spesso abbinato al Boletus edulis (porcino) il quale cresce nel medesimo habitat.

## Descrizione
Cappello 

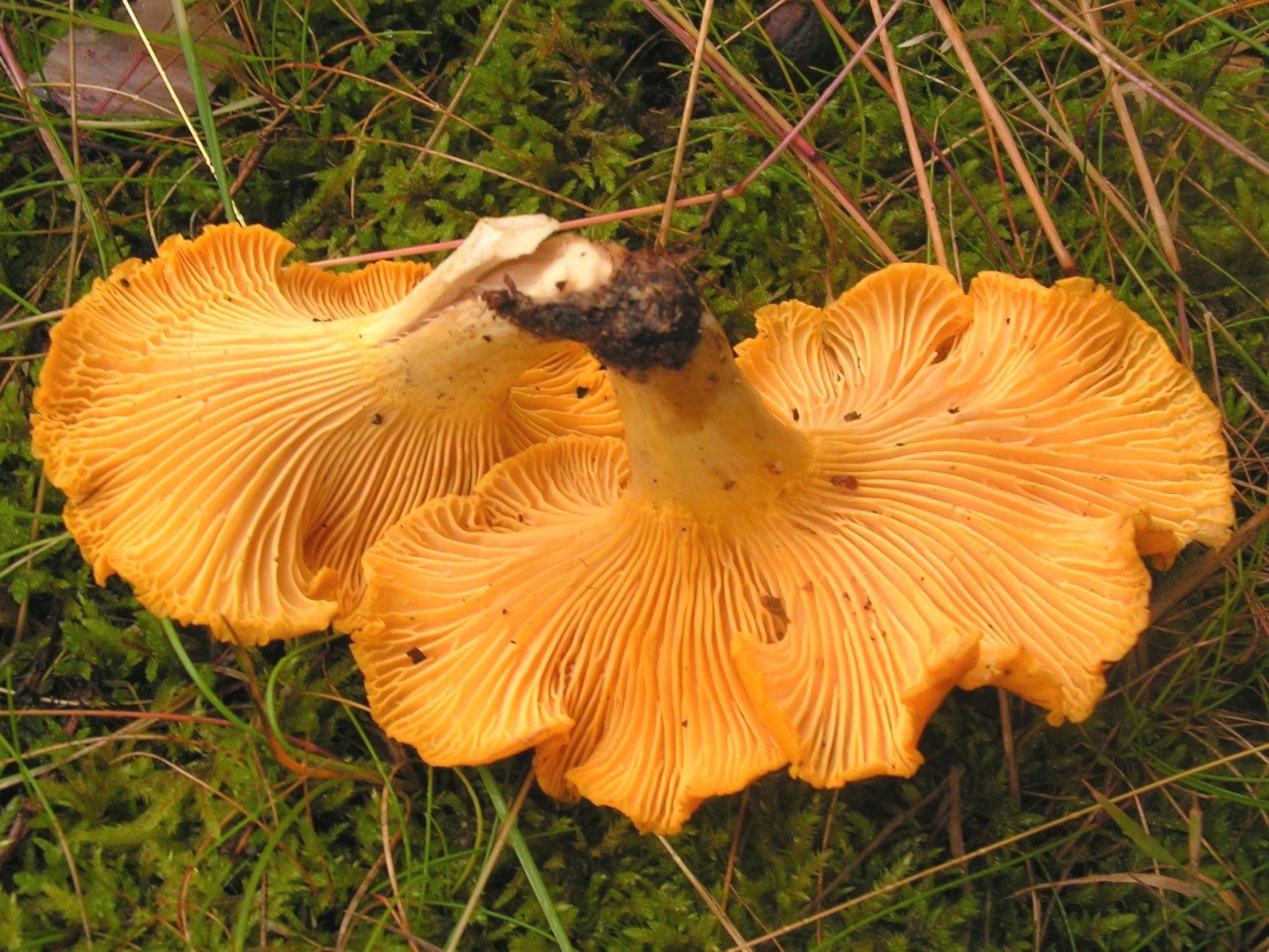
Esemplari rovesciati, in evidenza le creste

Piccolo, irregolarissimo, ondulato, prima convesso, poi piano ed avvallato, margine rivoluto, liscio, pruinoso, di colore giallo-arancio o giallo-oro.
 Imenio 
Ha grosse pieghe (pseudolamelle), distanti, verrucose, decorrenti sul gambetto, dicotome e spesso anastomizzate fra loro, di colore giallo-arancio, più vivo sul cappello.
 Gambo 
Concolore al cappello, tozzo, assottigliato alla base e talora brevissimo.
 Carne 
Soda, bianca, alquanto fibrosa, quasi "vellutata", giallastra sotto la cuticola.
- Odore: subnullo da crudo, intenso ed aromatico dopo la cottura; in ogni caso gradevole.
- Sapore: acro-dolce da crudo, dolce e fruttato dopo cottura.

 Spore 
Ellittiche, giallastre in massa, 8-10 x 4-7 µm.

## Habitat
Fungo simbionte che ha bisogno di un substrato di nascita ricco di humus e umido, preferibilmente acido.
Cresce in estate-autunno, nei boschi di latifoglie e aghifoglie, in numerosi esemplari disposti a circoli o gruppi nel terreno muschioso.

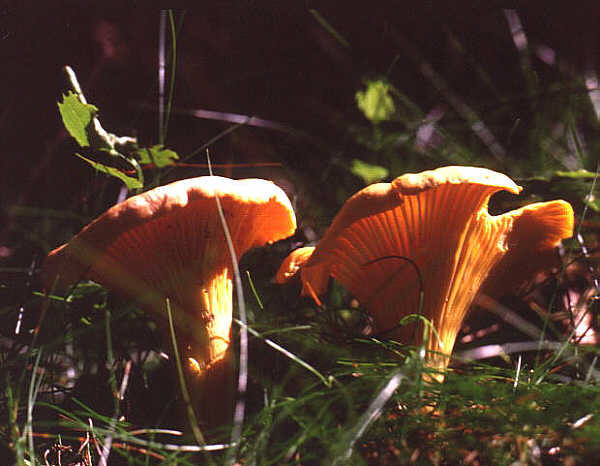
Esemplari di C. cibarius

## Commestibilità
Eccellente.
Indubbiamente uno dei funghi più apprezzati, in alcune nazioni sono preferiti addirittura ai porcini.
Si presta bene alla conservazione sott'olio oppure sott'aceto o anche essiccato.  In quest'ultimo modo viene utilizzato per condire varie pietanze o altri funghi, per la quale ragione è detto "il prezzemolo dei funghi".  Se si vuole congelare è consigliabile la scottatura prima, altrimenti diventa leggermente amarognolo.

## Proprietà
Come molte altre specie di funghi commestibili, i gallinacci possiedono molte sostanze antiossidanti e molti minerali importanti per il nostro organismo.
In particolare questi funghi sono ricchi di vitamine del gruppo B e D2; contengono ferro e altri minerali come fosforo, potassio e magnesio; sono privi di grassi e poco calorici, per questo sono indicati nelle diete. Ne è comunque consigliato un uso moderato perché possono provocare allergie.

## Specie simili
- Hydnum repandum oppure Hydnum rufescens (ottimi commestibili).
- A volte può essere confuso con esemplari di Albatrellus ovinus o Albatrellus pes-caprae.
- Omphalotus olearius (velenoso) - che può ricordare forme "giganti" del Cantharellus cibarius.
- Hygrophoropsis aurantiaca Hygrophoropsis aurantiaca (sospetta tossicità).

## Etimologia
Cantarello deriva dal diminutivo di cantaro, coppa, per la forma a calice del fungo; cibario, invece, perché commestibile.

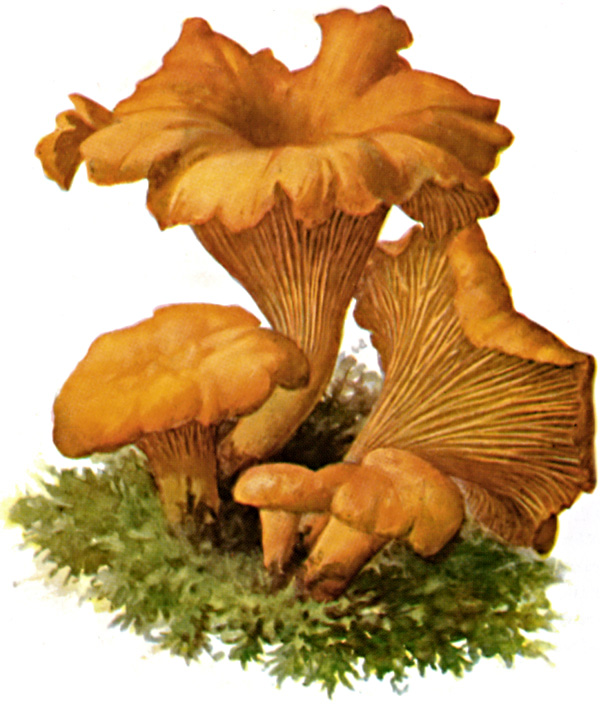
Illustrazione di C. cibarius

## Sinonimi e binomi obsoleti
- Alectorolophoides cibarius (Fr.) Earle, Bulletin of the New York Botanical Garden 5: 407 (1909)
- Cantharellus cibarius var. cibarius Fr., Systema mycologicum (Lundae) 1: 318 (1821)
- Craterellus cibarius (Fr.) Quél., Flore mycologique de la France et des pays limitrophes (Paris): 37 (1888)
- Merulius cibarius (Fr.) Westend., Hausschwammforsch.: no. 340.

## Forme e varietà

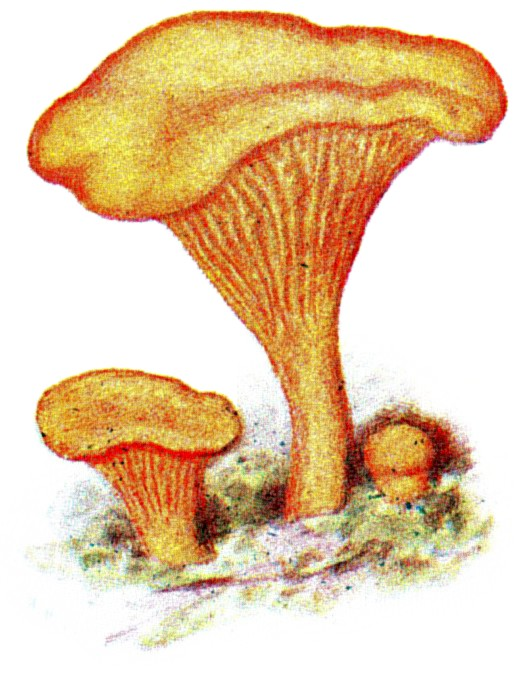
Disegno

Si riportano di seguito alcune varietà di questa specie:
C. cibarius var. bicolor Mairecappello e gambo biancastri, lamelle giallo carico.
C. cibarius var. ferruginascens (P.D.Orton) Courtecuissesfumature olivastre e tonalità prima giallo-albicocca e poi ruggine alla manipolazione.
C. cibarius var. amethysteus Queletcappello con squame adnate violacee.
C. cibarius var. alborufescens Malenconpallido, da biancastro a giallo-chiaro, si macchia al tocco di rosso-bruno, privo di odore.

## Filatelia

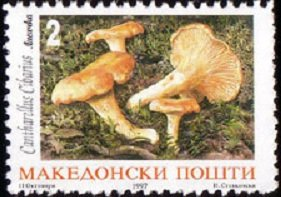
Francobollo rappresentante il Cantharellus cibarius delle poste macedoni